# L'Appel (asociación)
L' APPEL es una organización humanitaria de apoyo a los niños necesitados en diferentes países del mundo . La asociación fue fundada en 1968 por un grupo de pediatras franceses para ayudar a los niños en Vietnam que sufrían de la guerra. Por más de 40 años l' Appel realizó proyectos humanitarios en todo el mundo y el desarrollo de escuelas y hospitales en los países necesitados con la ayuda de la gente local . La Sede de la organización está en París, Francia, pero tiene oficinas en todo el país . Los donantes privados representan el 59% de los ingresos de la asociación junto con el apoyo de filantropía empresarial y de organizaciones públicas como el Ministerio de Asuntos Exteriores Francés y de la Unión Europea. Más del 85 % de su presupuesto se destina a la financiación de sus numerosos programas.
La Asociación opera en 9 países de Asia, África y América Latina (Vietnam , El Salvador , Haití , Madagascar , Chad, República del Congo , Perú , Ruanda , Burkina Faso ) ayudando a los niños y sus familias. La asociación ha intervenido en más de 18 países, entre ellos Argelia, Camerún , Polonia y Armenia , por nombrar algunos .

## Actividades
La asociación ayuda a los niños medicalmente con acciones preventivas contra la malnutrición especialmente. 
La educación sigue siendo el centro de las acciones de l'APPEL que ayuda al desarrollo de las instituciones educativas en todo el mundo. Actualmente , la asociación se dedica a la formación profesional de los niños de la calle en El Salvador y Perú en América Latina
La asociación también tiene como objetivo mejorar la vida de las comunidades , tales como la creación de proyectos de construcción (o reparación) de estructuras para el suministro de agua.